# Trốn thoát
Trốn thoát (tựa tiếng Anh: Get Out) là một bộ phim điện ảnh kinh dị Mỹ được biên kịch, sản xuất và đạo diễn bởi Jordan Peele, và đây đồng thời cũng là tác phẩm điện ảnh đầu tay của anh. Phim có sự tham gia của Daniel Kaluuya, Allison Williams, Bradley Whitford, Caleb Landry Jones, Stephen Root, Lakeith Stanfield và Catherine Keener, nội dung xoay quanh một cặp đôi khác sắc tộc yêu nhau và những sự thật khủng khiếp ẩn sâu trong gia đình của cô gái.
Trốn thoát được ra mắt tại Liên hoan phim Sundance vào ngày 24 tháng 1 năm 2017 và đã được công chiếu ở Mỹ vào ngày 24 tháng 2 bởi Universal Pictures. Phim đã nhận được nhiều lời khen ngợi từ giới phê bình và đã thu về hơn 253 triệu USD trên toàn thế giới trong khi ngân sách làm phim chỉ vỏn vẹn 4,5 triệu USD. Tại Việt Nam, phim được công chiếu vào ngày 6 tháng 4 năm 2017.

## Nội dung
Andre Hayworth - một người đàn ông da đen, trong một đêm khuya bị bắt cóc khi đang đi dạo ngang qua vùng ngoại ô. Vài tháng sau, Chris Washington - một thợ nhiếp ảnh da đen cùng cô bạn gái da trắng của anh ta – Rose Armitage, đang chuẩn bị cho chuyến gặp mặt bố mẹ nhà bạn gái, Dean và Missy, vào dịp cuối tuần. Khi đã đến nhà Armitage, Chris gặp gỡ Walter và Georgina, người làm vườn và người giúp việc của gia đình, đều là người da đen, và tâm sự với Dean và Missy về cái chết của mẹ mình khi anh mới 11 tuổi. Missy muốn giúp Chris bỏ hẳn tật hút thuốc do bà là một nhà thôi miên, nhưng anh từ chối. Sau đó, mọi người có một bữa ăn tối thân mật cùng nhau với sự xuất hiện của em trai Rose, Jeremy.
Đêm đó, Chris ra ngoài hút thuốc và chứng kiến những hành động kỳ lạ của Walter và Georgina. Quay trở vào nhà, Missy mời Chris ngồi nói chuyện và bắt đầu thôi miên anh, và biết được lý do mẹ của Chris chết là do lúc trước anh đã không gọi 911 khi nhận ra mẹ mình về nhà muộn. Lúc này Chris đã tê liệt hoàn toàn, và bị điều khiển theo lời của Missy và tâm trí anh bị Missy đẩy xuống một vùng không gian gọi là “Vùng Trũng”. Chris bỗng thức dậy trên giường và bất giác cho rằng cuộc thôi miên vừa rồi chỉ là ác mộng, nhưng sau đó nhận ra Missy đã thôi miên mình thật.
Nhiều vị khách tới nhà Armitage để tham dự buổi gặp mặt thường niên của gia đình. Những vị khách này toàn là người trung niên da trắng, biểu lộ một sự thích thú khó hiểu khi thấy Chris. Chris gặp được Logan King, một người da đen duy nhất trong nhóm khách, nhưng cách biểu hiện thái độ và lời nói kỳ lạ của Logan làm Chris lo âu, và anh cảm nhận được một sự thân quen lạ lùng khi gặp người này. Anh lén chụp ảnh Logan nhưng lại quên tắt đèn flash, làm Logan sững người, chảy máu mũi và hét thẳng vào Chris rằng “Chạy đi!”. Dean cho rằng đèn flash đã làm Logan bị động kinh, nhưng Chris vẫn còn nghi ngờ.
Chris và Rose sau đó cùng nhau đi dạo, anh nói với cô rằng anh cảm thấy không thoải mái thế nào khi ở bữa tiệc và muốn đi khỏi đây, và cô đồng ý cả hai sẽ rời đi vào đêm đó. Cùng lúc đó tại bữa tiệc, Dean đang tổ chức bán đấu giá Chris, và người thắng cuộc là Jim Hudson – một tay buôn tranh nghệ thuật mù. Trở vào nhà, Chris gửi ảnh của Logan cho người bạn thân Rod Williams. Rod nhận ra Logan chính là Andre Hayworth. Chris còn phát hiện ra một tập ảnh trong tủ, bao gồm những bức ảnh chụp Rose cùng với nhiều người đàn ông da đen, và trong đó còn có bức ảnh cô chụp thân thiết với cả Georgina. Tiếng chuông cảnh tỉnh đã reo, Chris nói với Rose rằng họ phải rời khỏi đây ngay. Khi xuống nhà, cả gia đình chặn Chris lại, và Rose để lộ thân phận thật sự là một kẻ đồng lõa cùng gia đình cô bắt cóc Chris và nhiều người da đen trước đây. Chris cố trốn thoát nhưng bị tấn công bởi Jeremy và bị thôi miên bởi Missy, rồi bị kéo xuống tầng hầm. Chris tỉnh dậy thấy mình bị trói vào ghế. Ở đây, anh biết được âm mưu khủng khiếp của nhà Armitage.
Mục đích của việc bắt giữ Chris là nhằm chiếm đoạt thân xác của anh, bằng cách cấy ghép não của một người khác vào thân xác của anh. Kết quả của quá trình này là ý thức của Chris sẽ không chết hẳn, mà sẽ bị giam lỏng ở “Vùng Trũng” trong cơ thể của chính mình, trong khi cơ thể thì thực sự bị điều khiển bởi não của kẻ cấy ghép vào. Việc cấy ghép này do ông nội của Rose phát minh ra, và do bố của Rose thực hiện (ông ta là bác sĩ phẫu thuật). Những người da trắng muốn chiếm đoạt thân xác của những người da đen, vì người da đen có thân thể khỏe mạnh, thể chất sinh học tốt.
Rod bắt đầu lo lắng khi Chris không về nhà. Anh nhờ cảnh sát giúp đỡ, nhưng họ không tin anh. Trong lúc đang chờ bị phẫu thuật, Chris thoát ra được. Trên đường cố gắng trốn thoát khỏi căn nhà, Chris giết chết Dean, Missy, Jeremy rồi lái chiếc xe của Jeremy. Khi đang lái, anh đụng phải Georgina, dù có ý định bỏ chạy nhưng anh lại bị nỗi cắn rứt từ việc không cứu mẹ lúc xưa nên đã quay lại dìu Georgina vào xe. Rose cố bắn vào chiếc xe, và tiết lộ thân phận của Georgina chính là bà nội của cô. Georgina cố ngăn cản Chris nhưng bị chết khi anh đâm xe vào gốc cây. Chris cố gắng chạy thoát khi Rose vừa nhắm bắn anh vừa nhờ Walter – lúc này để lộ thân phận chính là ông nội của Rose – giữ anh lại. Trong lúc hai bên giằng co, Walter bị Chris chiếu đèn flash vào mặt, bừng tỉnh lại và kêu Rose đưa súng để ông bắn chết Chris nhưng rốt cuộc lại bắn Rose, sau đó tự sát. Chris bóp cổ Rose nhưng đã dừng tay vì còn vương vấn.
Có tiếng còi hú của xe cảnh sát, Rose cố kêu cứu nhằm đổ hết tội cho Chris, nhưng Rod lại xuất hiện trên chiếc xe đó. Chris và Rod cùng lái xe chạy thoát, để lại Rose nằm trên đường và chết.

## Diễn viên
- Daniel Kaluuya vai Chris Washington
- Zailand Adams vai Chris lúc 11 tuổi
- Allison Williams vai Rose Armitage
- Bradley Whitford vai Dean Armitage
- Catherine Keener vai Missy Armitage
- Caleb Landry Jones vai Jeremy Armitage
- Lil Rel Howery vai Rod Williams
- Betty Gabriel vai Georgina
- Marcus Henderson vai Walter
- Lakeith Stanfield vai Andre Hayworth / Logan King
- Stephen Root vai Jim Hudson
- Erika Alexander vai Thám tử Latoya